# Frommer's
La Frommer's è una casa editrice statunitense specializzata in guide turistiche fondata da Arthur Frommer nel 1957. Da allora la Frommer's si è espansa fino a includere 14 collane con più di 300 libri. Nel 2007 la Frommer's ha celebrato il suo cinquantesimo anno di attività. Fino al maggio 2007 lo stesso Arthur Frommer si occupava di aggiornare il proprio blog sul sito della casa editrice.

## Storia
Nel 1957, Arthur Frommer, un giovane caporale dell'esercito degli Stati Uniti, scrisse una guida turistica per soldati americani in Europa, e ne produsse successivamente la versione civile denominata Europe on $5 a Day (Europa in 5 dollari al giorno). Il libro classificò famosi luoghi di interesse e monumenti in ordine di importanza e suggeriva i modi per risparmiare al massimo. È stata la prima guida turistica che riuscì a dimostrare agli americani che potevano permettersi di viaggiare in Europa.
Quando Arthur Frommer tornò negli Stati Uniti, iniziò a studiare legge ma continuò comunque a scrivere guide turistiche che pubblicò personalmente, fra le prime vi furono quelle di New York, del Messico, delle Hawaii, del Giappone e dei Caraibi.
Nel 1977, il marchio di Frommer è stato venduto alla Simon & Schuster, che successivamente è stata acquistata dalla Inc.Pearson nel 1998 a sua volta venduta a IDG Books nel 1999. John Wiley & Sons acquistò la IDG Books (rinominata Hungry Minds) nel 2001.
La figlia di Arthur, Pauline Frommer, continua l'attività del padre curando e scrivendo ancora la collana dedicata alle guide turistiche.
Il 13 agosto 2012, Google annunciò l'acquisto della Frommer's per una cifra non dichiarata, che ha condotto la casa editrice a fondersi con la Zagat, casa editrice specializzata nella pubblicazione di guide sulla ristorazione.
Il 21 marzo 2013 Google ha annunciato che tutte le altre edizioni di stampa di Frommer non saranno più prodotte.
Il 4 aprile 2013 è stato annunciato che il marchio Frommer's è stato rivenduto ad Arthur Frommer.

## Guide turistiche
- Amsterdam
- Atene
- Bali
- Banff and the Canadian Rockies
- Bangkok
- Barcellona
- Beijing
- Berlino
- Boston
- Bruxelles e Bruges
- Budapest
- Buenos Aires
- Cancún e lo Yucatán
- Cape Cod
- Cape Town
- Chicago
- Copenaghen
- Cornovaglia
- Creta
- Cuba
- Cypro
- Dubai
- Dublino
- Edinburgh e il meglio Glasgow
- Firenze e la Toscana
- Hong Kong
- Honolulu e Oahu
- Istanbul
- Jamaica
- Gerusalemme
- Cracovia
- Lake District
- Las Vegas
- Lisbona
- Londra
- Los Angeles
- Madrid
- Maine Coast
- Mallorca e Menorca
- Malta e Gozo
- Marrakech
- Maui
- Melbourne
- Miami & the Keys
- Milano & i Laghi
- Montreal
- Mosca
- Napa & Sonoma
- Napoli e la Costiera Amalfitana
- New Orleans
- New York City
- Nova Scotia, New Brunswick, & Prince Edward Island
- Parigi
- Philadelphia
- Portland
- Praga
- Provenza
- Porto Rico
- Rio de Janeiro
- Roma
- Salzburg
- San Antonio
- San Diego
- San Francisco
- Seattle
- Seoul
- Siviglia
- Shanghai
- Sicilia
- Singapore
- St. Petersburg
- Stockholm
- Sydney
- Tasmania
- Toronto
- Valencia
- Vancouver & Whistler
- Venezia
- Vienna
- Washington, D.C.